# Medicinteknisk ingenjör
Medicinteknisk ingenjör är titeln för en person som jobbar antingen inom den privata sektorn eller på ett landsting på den medicintekniska avdelningen. En medicinteknisk ingenjör kan också kallas för sjukhusingenjör, biomedicinsk ingenjör eller medicinsk civilingenjör.

## Arbete
Den medicintekniska ingenjören ska se till att apparaturen fungerar på ett säkert sätt genom att bevaka hur tekniken fungerar och att de metoder som används är säkra och tillförlitliga. När vårdpersonalen planerar att använda medicinska metoder som bygger på att man använder sig av tekniska produkter så är den medicintekniska ingenjören med och gör den tekniska bedömningen av metoderna.
När ny utrustning ska anskaffas bedömer man tillsammans med inköparna och vårdpersonalen vad som ska köpas in. Man ska översätta användarnas önskemål till realistiska tekniska möjligheter och ange vilka krav som ska uppfyllas när det gäller teknik, underhåll, information med mera. Man är med och granskar anbuden för att bestämma vilket anbud som ska antas.
Man kontrollerar och testar utrustningen när den levererats och har hand om installationen. Att ta fram instruktioner för hur det förebyggande underhållet ska skötas och att sköta underhåll och reparation av utrustningen ingår också i arbetsuppgifterna. 
Den medicintekniska ingenjören får också ofta rollen som konsult och deltar i utredningar av olyckor och tillbud där teknisk utrustning varit inblandad. Byggnadsprojekt och forskningsprojekt är andra exempel på arbete då man är tillgänglig som konsult eller som expert på ett visst område.
Man arbetar också med att utveckla befintlig utrustning, att konstruera ny utrustning eller med metodutveckling.
Inom den privata sektorn är arbetet ofta enbart inriktat på antingen produktutveckling eller på service och underhåll.

## Utbildning
De flesta medicintekniska ingenjörer är högskoleutbildade civilingenjörer eller högskoleingenjörer. En del är från början naturvetare som senare inriktat sig på teknik och konstruktion. På senare tid har högskoleutbildningen för elektroingenjör tagit till sig inriktningen för medicinteknik. Det finns även civilingenjörsprogram och master of science program för medicinteknisk ingenjör, se medicinsk teknik (civilingenjörsutbildning). En medicinteknisk civilingenjör är också normalt sett en elektroingenjör.
Utbildningen innehåller ämnen som medicinsk teknik, medicinsk IT, klinisk teknik, anatomi och fysiologi, hygien, fysik, kemi, data- och nätverksteknik, mikroprocessorteknik och reglerteknik, elektroteknik, engelska, lagstiftning eller bestämmelser som vetenskap, företagsekonomi/nationalekonomi. 